# Artur Walasek
Artur Walasek (ur. 13 marca 1971 w Rykach, zm. 8 lipca 2016 w Lublinie) – polski samorządowiec, od 2014 do 2016 wicemarszałek województwa lubelskiego, działacz Polskiego Stronnictwa Ludowego.

## Życiorys
Syn Jana i Anny. Ukończył studia na Wydziale Rolniczym w Wyższej Szkole Rolniczo-Pedagogicznej w Siedlcach (studiował w latach 1990–1995) oraz studia podyplomowe na Wydziale Prawa i Administracji Uniwersytetu Marii Curie-Skłodowskiej w Lublinie (1996–1997). Ukończył również studia na Wydziale Pedagogiki w Bałtyckiej Wyższej Szkole Humanistycznej w Koszalinie (studiował w latach 1999–2000).
Od 1995 do 1996 był pracownikiem Wydziału Spraw Obywatelskich w Urzędzie Wojewódzkim w Siedlcach. W okresie 1996–1998 pracował w Urzędzie Wojewódzkim w Lublinie w Wydziale Rolnictwa. Od 1999 do 2001 był kierownikiem w Wydziale Edukacji, Ochrony Zdrowia i Kultury w Starostwie Powiatowym w Lublinie i równocześnie członkiem Komisji Edukacji Związku Powiatów Polskich. W 2001 powołano go na funkcję sekretarza powiatu lubelskiego, którą pełnił przez cztery lata. W latach 2005–2006 pełnił funkcję dyrektora Departamentu Organizacyjno-Prawnego i Kontroli w Urzędzie Marszałkowskim Województwa Lubelskiego. Pod koniec 2006 roku został zastępcą dyrektora Departamentu Koordynacji Projektów Europejskich w Urzędzie Marszałkowskim w Lublinie. W 2008 ponownie został objął funkcję dyrektora Departamentu Organizacyjno-Prawnego w UMWL. W 2010 uzyskał mandat radnego powiatu lubelskiego, został także powołany na stanowisko sekretarza województwa lubelskiego. W 2014 został radnym sejmiku województwa lubelskiego i wicemarszałkiem województwa.
Był inicjatorem Stowarzyszenia Rodzin Katolickich w Żabiej Woli oraz współzałożycielem świetlic dla dzieci w Osmolicach i Żabiej Woli, a także Ochotniczej Straży Pożarnej w Żabiej Woli. Żonaty, miał jedno dziecko. Zmarł po długiej i ciężkiej chorobie, do końca sprawując swój urząd, spoczywa na cmentarzu w Żabiej Woli.